# Bunnylovr
Pour plus de détails, voir Fiche technique et Distribution.
Bunnylovr est un film américain indépendant réalisé par Katarina Zhu, qui en est également la scénariste et l'actrice principale.
Le film raconte l'histoire de Rebecca, une cam girl sino-américaine, qui doit gérer une relation de plus en plus toxique avec l'un de ses clients tout en essayant de renouer avec son père mourant, dont elle est éloignée depuis longtemps.
Aux côtés de Katarina Zhu, le casting comprend Rachel Sennott, connue pour son rôle dans Bodies Bodies Bodies, ainsi qu'Austin Amelio, Perry Yung et Jack Kilmer.

## Synopsis
Cela raconte l'histoire de Rebecca (Zhu), une cam girl sino-américaine qui a du mal à gérer une relation de plus en plus toxique avec l'un de ses clients tout en ravivant sa relation avec son ancien père mourant.

## Fiche technique
- Titre original : Bunnylovr
- Réalisation : Katrina Zhu
- Scénario : Katrina Zhu
- Production : Roger Mancusi, Rachel Sennott, Rhianon Jones, Ani Schroeter et Tristan Scott-Behrends
  - Co-production : Aaron Keteyian, Ruby McCollister, Gia Rigoli et Logan Skole
    - Production éxécutive : Tony Yang, Rami Alfallah, Molly Conners, James Graham, Sean O. McGuiness et      Deb Tam
    - Production associée : Tiger Ji, Carroll Middelthon, Chloe Rahal et Jamie Van Dyke
- Sociétés de production : Fair Oaks Entertainment, Neon Heart Productions, Phiphen Pictures, RNA Pictures, Radish Films, Treacly Productions, Ani Schroeter Films
- Société de distribution :
- Budget :
- Pays de production :  États-Unis
- Langue originale : Anglais, Chinois
- Format :  Couleur
- Genres : Drame
- Durée : 86 mins
- Dates de sortie : Dates sujettes à modification
  - États-Unis : 25 janvier 2025 (festival de Sundance)

## Sélections
- 15éme Edition des American Film Festival in Wrocław (Pologne)[3]
- Sundance Film Festival 2025